# Arsenal Women Football Club 2022-2023
Questa voce raccoglie le informazioni riguardanti l'Arsenal Women Football Club nelle competizioni ufficiali della stagione 2022-2023.

## Stagione
Il campionato di Women's Super League è stato concluso al terzo posto con 47 punti conquistati, frutto di 15 vittorie, 2 pareggi e 5 sconfitte, a pari punti col Manchester United. Grazie al terzo posto in classifica, l'Arsenal si è qualificato alla fase di qualificazione della UEFA Women's Champions League. Nelle prime sei giornate di campionato la squadra ha sempre vinto senza subire reti, permettendo a Manuela Zinsberger di battere il record di imbattibilità in Women's Super League con 9 partite di fila senza subire reti (considerando anche le partite della stagione precedente). In Women's FA Cup la squadra, che è partita dal quarto turno, è stata eliminata al quinto turno dal Chelsea. In FA Women's League Cup la squadra è partita dai quarti di finale, dove ha sconfitto l'Aston Villa. Dopo aver eliminato il Manchester City in semifinale dopo i tempi supplementari, ha battuto il Chelsea per 3-1 nella finale, disputatasi al Selhurst Park, vincendo la League Cup per la sesta volta, la prima dal 2019.
In UEFA Women's Champions League la squadra ha esordito nel secondo turno delle qualificazioni eliminando le olandesi dell'Ajax, accedendo così alla fase a gironi. Sorteggiata nel gruppo C della fase a gironi, ha superato il turno al primo posto in classifica davanti alle francesi dell'Olympique Lione, alle italiane della Juventus e alle svizzere dello Zurigo. Nella prima giornata del girone l'Arsenal ha vinto per 5-1 in casa delle campionesse in carica dell'Olympique Lione, prima vittoria delle londinesi sulle lionesi, nonché peggiore sconfitta delle francesi in Women's Champions League e in competizioni ufficiali. Ai quarti di finale l'Arsenal ha eliminato le tedesche del Bayern Monaco, per poi venire eliminato dal Wolfsburg in semifinale dopo i tempi supplementari.

## Maglie e sponsor
La tenuta di gara è la stessa dell'Arsenal maschile. È stato confermato Adidas come sponsor tecnico, così come lo sponsor ufficiale Fly Emirates e lo sleeve sponsor Visit Rwanda.
| Casa | Trasferta | Terza divisa | Portiere |

## Rosa
Rosa, ruoli e numeri di maglia come da sito ufficiale.
| N. |                        | Ruolo | Calciatrice              |
| -- | ---------------------- | ----- | ------------------------ |
| 1  | Austria (bandiera)     | P     | Manuela Zinsberger       |
| 2  | Brasile (bandiera)     | D     | Rafaelle Souza           |
| 3  | Inghilterra (bandiera) | D     | Lotte Wubben-Moy         |
| 5  | Scozia (bandiera)      | D     | Jennifer Beattie         |
| 6  | Inghilterra (bandiera) | D     | Leah Williamson          |
| 7  | Australia (bandiera)   | D     | Stephanie Catley         |
| 8  | Inghilterra (bandiera) | C     | Jordan Nobbs             |
| 9  | Inghilterra (bandiera) | A     | Bethany Mead             |
| 10 | Scozia (bandiera)      | C     | Kim Little (capitano)    |
| 11 | Paesi Bassi (bandiera) | A     | Vivianne Miedema         |
| 12 | Norvegia (bandiera)    | C     | Frida Leonhardsen Maanum |
| 13 | Svizzera (bandiera)    | C     | Lia Wälti                |
| 14 | Canada (bandiera)      | P     | Sabrina D'Angelo         |
| 15 | Irlanda (bandiera)     | A     | Katie McCabe             |

| N. |                        | Ruolo | Calciatrice          |
| -- | ---------------------- | ----- | -------------------- |
| 16 | Svizzera (bandiera)    | D     | Noelle Maritz        |
| 17 | Svezia (bandiera)      | A     | Lina Hurtig          |
| 18 | Stati Uniti (bandiera) | P     | Kaylan Marckese      |
| 19 | Australia (bandiera)   | A     | Caitlin Foord        |
| 20 | Brasile (bandiera)     | A     | Giovana Queiroz      |
| 21 | Paesi Bassi (bandiera) | C     | Victoria Pelova      |
| 22 | Danimarca (bandiera)   | C     | Kathrine Møller Kühl |
| 23 | Giappone (bandiera)    | C     | Mana Iwabuchi        |
| 25 | Svezia (bandiera)      | A     | Stina Blackstenius   |
| 26 | Austria (bandiera)     | D     | Laura Wienroither    |
| 27 | Inghilterra (bandiera) | A     | Jodie Taylor         |
| 29 | Inghilterra (bandiera) | D     | Teyah Goldie         |
| 56 | Inghilterra (bandiera) | C     | Freya Godfrey        |
| 59 | Inghilterra (bandiera) | A     | Michelle Agyemang    |

## Calciomercato

### Sessione estiva
| Acquisti | Acquisti              | Acquisti        | Acquisti      |
| R.       | Nome                  | da              | Modalità      |
| -------- | --------------------- | --------------- | ------------- |
| P        | Kaylan Marckese       | HB Køge         | [ 16 ]        |
| P        | Fran Stenson          | Brighton & Hove | fine prestito |
| D        | Teyah Goldie          | Watford         | fine prestito |
| D        | Anna Patten           | Aston Villa     | fine prestito |
| D        | Viktoria Schnaderbeck | Tottenham       | fine prestito |
| C        | Kim Little            | OL Reign        | fine prestito |
| A        | Lisa Evans            | West Ham        | fine prestito |
| A        | Lina Hurtig           | Juventus        | [ 18 ]        |
| A        | Giovana Queiroz       | Barcellona      | [ 19 ]        |

| Cessioni | Cessioni              | Cessioni            | Cessioni   |
| R.       | Nome                  | a                   | Modalità   |
| -------- | --------------------- | ------------------- | ---------- |
| P        | Fran Stenson          | Birmingham City     | prestito   |
| P        | Lydia Williams        | Paris Saint-Germain | definitivo |
| D        | Anna Patten           | Aston Villa         | prestito   |
| D        | Viktoria Schnaderbeck |                     | ritirata   |
| D        | Simone Boye Sørensen  | Hammarby            | definitivo |
| A        | Lisa Evans            | West Ham            | definitivo |
| A        | Tobin Heath           | OL Reign            | definitivo |
| A        | Alex Hennessy         | West Ham            | definitivo |
| A        | Nikita Parris         | Manchester United   | definitivo |
| A        | Giovana Queiroz       | Everton             | prestito   |

### Sessione invernale
| Acquisti | Acquisti             | Acquisti       | Acquisti |
| R.       | Nome                 | da             | Modalità |
| -------- | -------------------- | -------------- | -------- |
| P        | Sabrina D'Angelo     | Vittsjö GIK    | [ 28 ]   |
| C        | Kathrine Møller Kühl | Nordsjælland   | [ 29 ]   |
| C        | Victoria Pelova      | Ajax           | [ 30 ]   |
| A        | Jodie Taylor         | San Diego Wave | [ 31 ]   |

| Cessioni | Cessioni      | Cessioni    | Cessioni   |
| R.       | Nome          | a           | Modalità   |
| -------- | ------------- | ----------- | ---------- |
| C        | Mana Iwabuchi | Tottenham   | prestito   |
| C        | Jordan Nobbs  | Aston Villa | definitivo |

## Risultati

### Women's Super League

#### Girone di andata
| Arbitro: | Welch |

|                   |           |           |
| Hemp 4’ Kelly 43’ | Marcatori | 59’ Souza |

| Arbitro: | Benn |

|                                           |           |  |
| Little 28’ Blackstenius 50’ Mead 63’, 83’ | Marcatori |  |

| Arbitro: | Welch |

|                                    |           |  |
| Mead 5’ Miedema 44’, 69’ Souza 54’ | Marcatori |  |

| Arbitro: | Saunders |

|  |           |                  |
|  | Marcatori | 30’ Blackstenius |

| Arbitro: | Backhouse |

|  |           |                      |
|  | Marcatori | 15’ Wälti 22’ Maanum |

| Arbitro: | Byrne |

|                                       |           |                    |
| Nobbs 42’ Blackstenius 53’ Maanum 70’ | Marcatori | 35’ Brynjarsdóttir |

| Arbitro: | Fearn |

|  |           |                                                  |
|  | Marcatori | 13’ Maanum 22’ Foord 37’ Catley 48’ Blackstenius |

| Arbitro: | Dowle |

|                            |           |                                  |
| Maanum 46’ Wienroither 73’ | Marcatori | 39’ Toone 85’ Turner 90+1’ Russo |

| Arbitro: | Gill |

|             |           |  |
| Miedema 24’ | Marcatori |  |

| Arbitro: | Howard |

|           |           |                                                    |
| Hanson 6’ | Marcatori | 26’ (aut.) Corsie 60’ Miedema 62’ McCabe 84’ Nobbs |

| Arbitro: | Heaslip |

|                   |           |          |
| Little 57’ (rig.) | Marcatori | 89’ Kerr |

#### Girone di ritorno
| Arbitro: | Dowle |

|  |           |                                           |
|  | Marcatori | 6’, 8’ Blackstenius 39’ Maanum 45’ Pelova |

| Dagenham 5 febbraio 2023, ore 18:45 UTC+0 13ª giornata | West Ham | 0 – 0 referto | Arsenal | Victoria Road (2 632 spett.)\| Arbitro: \| Watkins \| |
| Arbitro:                                               | Watkins  |               |         |                                                       |

| Arbitro: | Heaslip |

|                            |           |  |
| Blackstenius 28’ Foord 34’ | Marcatori |  |

| Arbitro: | Fearn |

|                                                               |           |  |
| Little 4’ (rig.) Maanum 44’ Mukandi 47’ (aut.) Williamson 69’ | Marcatori |  |

| Arbitro: | Saunders |

|                    |           |                                                             |
| England 39’ (rig.) | Marcatori | 5’ Blackstenius 29’, 70’ Foord 66’ (rig.) Little 76’ Maanum |

| Arbitro: | Byrne |

|                       |           |         |
| McCabe 74’ Maanum 62’ | Marcatori | 5’ Shaw |

| Arbitro: | Byrne |

|             |           |  |
| Russo 45+6’ | Marcatori |  |

| Arbitro: | Foster |

|             |           |                                          |
| Snoeijs 86’ | Marcatori | 29’, 39’ Foord 33’ McCabe 42’ Wubben-Moy |

| Arbitro: | Heaslip |

|            |           |  |
| Maanum 64’ | Marcatori |  |

| Arbitro: | Byrne |

|                         |           |  |
| Reiten 22’ Eriksson 41’ | Marcatori |  |

| Arbitro: | Fearn |

|  |           |                        |
|  | Marcatori | 45+2’ Daly 49’ Lehmann |

### Women's FA Cup
| Arbitro: | Soneye |

| |           |  |
| Foord 10’ Møller Kühl 13’ Little 43’ (rig.) Hurtig 58’ Beattie 70’ Blackstenius 72’, 75’ Agyemang 80’ Pelova 83’ | Marcatori |  |

| Arbitro: | Byrne |

|                    |           |  |
| Ingle 21’ Kerr 56’ | Marcatori |  |

### FA Women's League Cup
| Arbitro: | Brook |

|                           |           |  |
| Maanum 29’, 50’ Foord 60’ | Marcatori |  |

| Arbitro: | Byrne |

|                  |           |  |
| Blackstenius 93’ | Marcatori |  |

| Arbitro: | Dowle |

|         |           |                                                         |
| Kerr 2’ | Marcatori | 16’ Blackstenius 24’ (rig.) Little 45+4’ (aut.) Charles |

### Women's Champions League

#### Qualificazioni
| Arbitro: | Nielsen |

|                                    |           |                   |
| Blackstenius 23’ Little 57’ (rig.) | Marcatori | 18’, 83’ Leuchter |

| Arbitro: | Huerta De Aza |

|  |           |             |
|  | Marcatori | 51’ Miedema |

#### Fase a gironi
| Arbitro: | Projkovska |

|            |           |                                           |
| Malard 27’ | Marcatori | 13’, 67’ Foord 23’ Maanum 45+1’, 69’ Mead |

| Arbitro: | Lehtovaara |

|                             |           |            |
| Nobbs 38’ Hurtig 45+1’, 79’ | Marcatori | 76’ Piubel |

| Arbitro: | Demetrescu |

|                 |           |             |
| Beerensteyn 52’ | Marcatori | 61’ Miedema |

| Arbitro: | Martinčić |

|             |           |  |
| Miedema 17’ | Marcatori |  |

| Arbitro: | Huerta de Aza |

|  |           |                     |
|  | Marcatori | 45+2’ (aut.) Maanum |

| Arbitro: | Peşu |

|                 |           |                                                                                            |
| Humm 64’ (rig.) | Marcatori | 18’, 32’, 51’ Maanum 23’, 68’ Foord 45+1’, 54’ Blackstenius 71’ (rig.) Little 83’ Iwabuchi |

#### Fase a eliminazione diretta
| Arbitro: | Projkovska |

|              |           |  |
| Schüller 39’ | Marcatori |  |

| Arbitro: | Huerta de Aza |

|                             |           |  |
| Maanum 20’ Blackstenius 26’ | Marcatori |  |

| Arbitro: | Monzul' |

|                          |           |                            |
| Pajor 19’ Jónsdóttir 24’ | Marcatori | 45’ Souza 69’ Blackstenius |

| Arbitro: | Lehtovaara |

|                              |           |                                |
| Blackstenius 11’ Beattie 75’ | Marcatori | 41’ Roord 58’ Popp 119’ Bremer |

## Statistiche

### Statistiche di squadra
| Competizione             | Punti | In casa | In casa | In casa | In casa | In casa | In casa | In trasferta | In trasferta | In trasferta | In trasferta | In trasferta | In trasferta | Totale | Totale | Totale | Totale | Totale | Totale | DR  |
| Competizione             | Punti | G       | V       | N       | P       | Gf      | Gs      | G            | V            | N            | P            | Gf           | Gs           | G      | V      | N      | P      | Gf     | Gs     | DR  |
| ------------------------ | ----- | ------- | ------- | ------- | ------- | ------- | ------- | ------------ | ------------ | ------------ | ------------ | ------------ | ------------ | ------ | ------ | ------ | ------ | ------ | ------ | --- |
| Women's Super League     | 47    | 11      | 8       | 1       | 2       | 24      | 8       | 11           | 7            | 1            | 3            | 25           | 8            | 22     | 15     | 2      | 5      | 49     | 16     | +33 |
| Women's FA Cup           | -     | 1       | 1       | 0       | 0       | 9       | 0       | 1            | 0            | 0            | 1            | 0            | 2            | 2      | 1      | 0      | 1      | 9      | 2      | +7  |
| FA Women's League Cup    | -     | 2       | 2       | 0       | 0       | 4       | 0       | 0            | 0            | 0            | 0            | 0            | 0            | 3      | 3      | 0      | 0      | 7      | 1      | +6  |
| Women's Champions League | -     | 6       | 3       | 1       | 2       | 10      | 7       | 6            | 4            | 1            | 1            | 18           | 6            | 12     | 7      | 2      | 3      | 28     | 13     | +15 |
| Totale                   | -     | 20      | 14      | 2       | 4       | 47      | 15      | 18           | 11           | 2            | 5            | 43           | 16           | 39     | 26     | 4      | 9      | 93     | 32     | +61 |

### Andamento in campionato
| Giornata  | 1 | 2 | 3 | 4 | 5 | 6 | 7 | 8 | 9 | 10 | 11 | 12 | 13 | 14 | 15 | 16 | 17 | 18 | 19 | 20 | 21 | 22 |
| --------- | - | - | - | - | - | - | - | - | - | -- | -- | -- | -- | -- | -- | -- | -- | -- | -- | -- | -- | -- |
| Luogo     | T | C | C | T | T | C | T | C | C | T  | C  | T  | C  | C  | T  | C  | T  | C  | T  | T  | T  | C  |
| Risultato | P | V | V | V | V | V | V | P | V | V  | N  | N  | V  | V  | V  | V  | P  | V  | V  | V  | P  | P  |
| Posizione | 4 | 1 | 1 | 2 | 1 | 2 | 1 | 2 | 3 | 2  | 3  | 3  | 4  | 4  | 4  | 3  | 4  | 4  | 3  | 3  | 3  | 3  |

Legenda:

Luogo: C = Casa; T = Trasferta. Risultato: V = Vittoria; N = Pareggio; P = Sconfitta.

### Statistiche delle giocatrici
| Giocatore       | Women's Super League | Women's Super League | Women's Super League | Women's Super League | Women's FA Cup | Women's FA Cup | Women's FA Cup | Women's FA Cup | FA Women's League Cup | FA Women's League Cup | FA Women's League Cup | FA Women's League Cup | UEFA Champions League | UEFA Champions League | UEFA Champions League | UEFA Champions League | Totale   | Totale | Totale      | Totale     |
| Giocatore       | Presenze             | Reti                 | Ammonizioni          | Espulsioni           | Presenze       | Reti           | Ammonizioni    | Espulsioni     | Presenze              | Reti                  | Ammonizioni           | Espulsioni            | Presenze              | Reti                  | Ammonizioni           | Espulsioni            | Presenze | Reti   | Ammonizioni | Espulsioni |
| --------------- | -------------------- | -------------------- | -------------------- | -------------------- | -------------- | -------------- | -------------- | -------------- | --------------------- | --------------------- | --------------------- | --------------------- | --------------------- | --------------------- | --------------------- | --------------------- | -------- | ------ | ----------- | ---------- |
| M. Agyemang     | 3                    | 0                    | 0                    | 0                    | 1              | 1              | 0              | 0              | 0                     | 0                     | 0                     | 0                     | 1                     | 0                     | 0                     | 0                     | 5        | 1      | 0           | 0          |
| J. Beattie      | 13                   | 0                    | 0                    | 0                    | 1              | 1              | 0              | 0              | 2                     | 0                     | 0                     | 0                     | 7                     | 0                     | 1                     | 0                     | 23       | 1      | 1           | 0          |
| S. Blackstenius | 22                   | 8                    | 0                    | 0                    | 2              | 2              | 0              | 0              | 3                     | 2                     | 0                     | 0                     | 12                    | 6                     | 1                     | 0                     | 39       | 18     | 1           | 0          |
| S. Catley       | 17                   | 1                    | 0                    | 0                    | 2              | 0              | 0              | 0              | 3                     | 0                     | 0                     | 0                     | 10                    | 0                     | 1                     | 0                     | 32       | 1      | 1           | 0          |
| S. D'Angelo     | 4                    | -4                   | 0                    | 0                    | 0              | 0              | 0              | 0              | 2                     | 0                     | 0                     | 0                     | 0                     | 0                     | 0                     | 0                     | 6        | -4     | 0           | 0          |
| C. Foord        | 19                   | 6                    | 3                    | 0                    | 2              | 1              | 0              | 0              | 3                     | 1                     | 2                     | 0                     | 9                     | 4                     | 1                     | 0                     | 33       | 12     | 6           | 0          |
| F. Godfrey      | 2                    | 0                    | 0                    | 0                    | -              | -              | -              | -              | -                     | -                     | -                     | -                     | -                     | -                     | -                     | -                     | 2        | 0      | 0           | 0          |
| T. Goldie       | 1                    | 0                    | 0                    | 0                    | -              | -              | -              | -              | -                     | -                     | -                     | -                     | 0                     | 0                     | 0                     | 0                     | 1        | 0      | 0           | 0          |
| L. Hurtig       | 9                    | 0                    | 0                    | 0                    | 1              | 1              | 0              | 0              | 2                     | 0                     | 0                     | 0                     | 7                     | 2                     | 0                     | 0                     | 19       | 3      | 0           | 0          |
| M. Iwabuchi     | 3                    | 0                    | 0                    | 0                    | -              | -              | -              | -              | -                     | -                     | -                     | -                     | 2                     | 1                     | 0                     | 0                     | 5        | 1      | 0           | 0          |
| K. Little       | 11                   | 4                    | 0                    | 0                    | 2              | 1              | 0              | 0              | 3                     | 1                     | 1                     | 0                     | 7                     | 2                     | 0                     | 0                     | 23       | 8      | 1           | 0          |
| F. Maanum       | 22                   | 9                    | 1                    | 0                    | 2              | 0              | 0              | 0              | 3                     | 2                     | 0                     | 0                     | 11                    | 5                     | 0                     | 0                     | 38       | 16     | 1           | 0          |
| K. Marckese     | 0                    | 0                    | 0                    | 0                    | 1              | 0              | 0              | 0              | 0                     | 0                     | 0                     | 0                     | 1                     | -1                    | 0                     | 0                     | 2        | -1     | 0           | 0          |
| N. Maritz       | 17                   | 0                    | 1                    | 0                    | 1              | 0              | 1              | 0              | 3                     | 0                     | 1                     | 0                     | 8                     | 0                     | 2                     | 0                     | 29       | 0      | 5           | 0          |
| K. McCabe       | 21                   | 3                    | 7                    | 0                    | 2              | 0              | 0              | 0              | 3                     | 0                     | 2                     | 0                     | 12                    | 0                     | 2                     | 0                     | 38       | 3      | 11          | 0          |
| B. Mead         | 7                    | 3                    | 0                    | 0                    | -              | -              | -              | -              | -                     | -                     | -                     | -                     | 4                     | 2                     | 1                     | 0                     | 11       | 5      | 1           | 0          |
| V. Miedema      | 8                    | 4                    | 0                    | 0                    | -              | -              | -              | -              | -                     | -                     | -                     | -                     | 7                     | 3                     | 0                     | 0                     | 15       | 7      | 0           | 0          |
| K. Møller Kühl  | 11                   | 0                    | 0                    | 0                    | 2              | 1              | 0              | 0              | 2                     | 0                     | 0                     | 0                     | 3                     | 0                     | 0                     | 0                     | 18       | 1      | 0           | 0          |
| J. Nobbs        | 9                    | 2                    | 0                    | 0                    | -              | -              | -              | -              | -                     | -                     | -                     | -                     | 5                     | 1                     | 0                     | 0                     | 14       | 3      | 0           | 0          |
| V. Pelova       | 12                   | 1                    | 0                    | 0                    | 2              | 1              | 0              | 0              | 3                     | 0                     | 0                     | 0                     | 4                     | 0                     | 1                     | 0                     | 21       | 2      | 1           | 0          |
| G. Queiroz      | 11                   | 0                    | 2                    | 0                    | 1              | 0              | 0              | 0              | -                     | -                     | -                     | -                     | -                     | -                     | -                     | -                     | 12       | 0      | 2           | 0          |
| R. Souza        | 16                   | 2                    | 0                    | 0                    | 1              | 0              | 0              | 0              | 3                     | 0                     | 1                     | 0                     | 9                     | 1                     | 1                     | 0                     | 29       | 3      | 2           | 0          |
| J. Taylor       | 8                    | 0                    | 1                    | 0                    | -              | -              | -              | -              | -                     | -                     | -                     | -                     | -                     | -                     | -                     | -                     | 8        | 0      | 1           | 0          |
| L. Wälti        | 18                   | 1                    | 1                    | 0                    | 1              | 0              | 0              | 0              | 1                     | 0                     | 0                     | 0                     | 11                    | 0                     | 1                     | 0                     | 31       | 1      | 2           | 0          |
| L. Wienroither  | 17                   | 1                    | 0                    | 0                    | 2              | 0              | 0              | 0              | 2                     | 0                     | 0                     | 0                     | 9                     | 0                     | 0                     | 0                     | 30       | 1      | 0           | 0          |
| L. Williamson   | 12                   | 1                    | 0                    | 0                    | 2              | 0              | 0              | 0              | 3                     | 0                     | 0                     | 0                     | 7                     | 0                     | 0                     | 0                     | 24       | 1      | 0           | 0          |
| L. Wubben-Moy   | 21                   | 1                    | 1                    | 0                    | 2              | 0              | 0              | 0              | 2                     | 0                     | 1                     | 0                     | 10                    | 0                     | 1                     | 0                     | 35       | 1      | 3           | 0          |
| M. Zinsberger   | 18                   | -12                  | 0                    | 0                    | 1              | -2             | 0              | 0              | 1                     | -1                    | 0                     | 0                     | 11                    | -12                   | 0                     | 0                     | 31       | -27    | 0           | 0          |